# Сокровища Бетховена
Сокровища Бетховена (англ. Beethoven’s Treasure) — американский семейный-комедийный телефильм 2014 года. Является восьмым и на данный момент последним фильмом в популярной серии фильмов о добром сенбернаре. Сокровища Бетховена являются вторым спин-оффом во франшизе. Вышел 14 октября 2014 года на ТВ и DVD. В этом фильме также, как и в предыдущем заменили весь актёрский состав. Фильм получил хоть и негативные отзывы, но он считается лучшим продолжением Бетховена 2.

## Сюжет
После неудач на съемках своей собаки в кино, Эдди собирается отправиться домой. Но судьбе было уготовано так, что он и его сенбернар окажутся в небольшом городке на побережье. И именно здесь главные герои окажутся в эпицентре интересных приключений. Хотя все начнется тривиально — четвероногий герой случайно окажет помощь местному пареньку Сэму.

## В ролях
- Джонатан Силвермен — Эдди Торнтон
- Кристи Суонсон — Анна Паркер
- Бреттон Мэнли — Сэм Паркер
- Джеффри Комбс — Фритц Брухшнаусер
- Алек Мапа — Саймон
- Джейн Иствуд — Грейс О-Мэлли
- Дэвид ДеЛуис — Рилл
- Брайан Джордж — Трентино
- Удо Кир — настоящий Фритц Брухшнаусер
- Колин Мохри — Доктор Келп

## Критика
Фильм получил негативные отзывы, которые были лучшими в серии, после Бетховена 2. На Rotten Tomatoes фильм получил 28 % одобрения от зрителей. На iMDb на данный момент получил 4.6 баллов из 10 (для сравнения, у Бетховена 2 — 5 баллов из 10).